# Kognitives Interview
Das kognitive Interview ist eine Methode zur Befragung. Dabei wird die Qualität der Aussagen verbessert, indem die Enkodierungsspezifität von Gedächtnisinhalten genutzt wird.
Bei einem kognitiven Interview wird die befragte Person explizit nach dem Kontext der eigentlichen Erinnerung gefragt, sodass deren Gedächtnis verschiedene Abrufpfade zum Gedächtnisinhalt aktiviert.

## Ablauf, Durchführung und Auswertung
Das kognitive Interview besteht in der Regel aus vier aufeinanderfolgenden Phasen:
1. Einleitungsphase: Aufbau von Vertrauen zwischen Interviewer und Befragtem sowie Erklärung des Ablaufs.
2. Freier Bericht: Die befragte Person schildert die Erinnerung ohne Unterbrechung in eigenen Worten.
3. Veränderung der Abrufbedingungen: Anwendung spezieller Techniken wie Perspektivwechsel, Rückwärtsabruf oder Kontextrekonstruktion, um alternative Abrufpfade im Gedächtnis zu aktivieren.
4. Zusammenfassung und Abschluss: Wiederholung der Kernaussagen, Möglichkeit zur Korrektur, Abschluss des Gesprächs.

Die Auswertung erfolgt meist qualitativ anhand der Anzahl korrekt erinnerter Details, deren Widerspruchsfreiheit und Relevanz für die Untersuchung. Forschungsergebnisse zeigen, dass das kognitive Interview im Vergleich zu konventionellen Methoden deutlich mehr korrekte Informationen liefert, ohne die Rate falscher Erinnerungen zu erhöhen.